# Copa de baloncesto de Estonia
La Copa de baloncesto de Estonia o Eesti karikas es una competición anual organizada por la Federación Estonia de Baloncesto desde el año 1946. Hasta 2001 se disputaba en primavera, al término de la liga, pero desde entonces se realiza en la primera mitad de la competición.

## Campeones
| - 1946: Kalev - 1947: N/A - 1948: Kalev - 1949: N/A - 1950: Tartu ÜSK - 1951: N/A - 1952: Tartu ÜSK - 1953: N/A - 1954: N/A - 1955: N/A - 1956: TRÜ - 1957: EPA - 1958: TRÜ - 1959: EPA - 1960: TPI - 1961: TPI - 1962: TPI - 1963: EPA - 1964: TPI - 1965: EPA | - 1966: TPI - 1967: TPI - 1968: Kalev - 1969: Kalev - 1970: TPI - 1971: Keskrajoon - 1972: Kalev - 1973: EKE Projekt - 1974: TRÜ - 1975: N/A - 1976: TRÜ - 1977: N/A - 1978: N/A - 1979: TRÜ - 1980: Standard - 1981: Standard - 1982: Metallist - 1983: N/A - 1984: N/A - 1985: N/A | - 1986: N/A - 1987: N/A - 1988: Harju KEK - 1989: Harju KEK - 1990: N/A - 1991: N/A - 1992: Kalev - 1993: Kalev/Rafter - 1994: N/A - 1995: N/A - 1996: Kalev - 1997: N/A - 1998: Nybit - 1999: Tallinn - 2000: Tartu Ülikool-Delta - 2001: Tartu Ülikool-Delta - 2001: Kalev - 2002: Tartu Ülikool/Rock - 2003: TTÜ/A. Le Coq - 2004: Tartu Ülikool/Rock | - 2005: Kalev/Cramo - 2006: Kalev/Cramo - 2007: Kalev/Cramo - 2008: Kalev/Cramo - 2009: Tartu Ülikool/Rock - 2010: Tartu Ülikool/Rock - 2011: Tartu Ülikool/Rock - 2012: Rakvere Tarvas - 2013: Tartu Ülikool/Rock - 2014: Tartu Ülikool/Rock - 2015: Kalev/Cramo - 2016: Kalev/Cramo - 2017: No se disputó - 2018: No se disputó - 2019: No se disputó - 2020: Kalev/Cramo - 2021: Tartu Ülikool/Rock - 2022: Kalev/Cramo - 2024: Kalev/Cramo - 2024: Kalev/Cramo |

## Finales
| Temporada | Fecha                    | Campeón            | Marcador | Finalista                    | Pabellón                        | Sede       | MVP                    |
| --------- | ------------------------ | ------------------ | -------- | ---------------------------- | ------------------------------- | ---------- | ---------------------- |
| 2001–02   | 15 de diciembre de 2001  | Kalev              | 94–78    | Tartu Ülikool/Rock           | Haapsalu Gymnasium              | Haapsalu   | N/A                    |
| 2002–03   | 21 de diciembre de 2002  | Tartu Ülikool/Rock | 92–76    | Pirita                       | Keila Tervisekeskus             | Keila      | N/A                    |
| 2003–04   | 28 de septiembre de 2003 | TTÜ/A. Le Coq      | 88–68    | Kalev                        | Pärnu Rabahall                  | Pärnu      | N/A                    |
| 2004–05   | 17 de octubre de 2004    | Tartu Ülikool/Rock | 89–85    | Kalev                        | Viljandi Sports Hall            | Viljandi   | N/A                    |
| 2005–06   | 2 de octubre de 2005     | Kalev/Cramo        | 70–64    | Tartu Ülikool/Rock           | Kuressaare Sports Hall          | Kuressaare | N/A                    |
| 2006–07   | 24 de septiembre de 2006 | Kalev/Cramo        | 97–92    | Tartu Ülikool/Rock           | A. Le Coq Sport                 | Tartu      | N/A                    |
| 2007–08   | 30 de septiembre de 2007 | Kalev/Cramo        | 71–62    | Tartu Ülikool/Rock           | Rakvere Sports Hall             | Rakvere    | N/A                    |
| 2008–09   | 10 de octubre de 2008    | Kalev/Cramo        | 90–61    | TTÜ                          | A. Le Coq Sport                 | Tartu      | N/A                    |
| 2009–10   | 11 de octubre de 2009    | Tartu Ülikool/Rock | 67–55    | Kalev/Cramo                  | Saku Suurhall                   | Tallinn    | N/A                    |
| 2010–11   | 30 de diciembre de 2010  | Tartu Ülikool/Rock | 81–51    | Rakvere Tarvas               | Rakvere Sports Hall             | Rakvere    | N/A                    |
| 2011–12   | 30 de diciembre de 2011  | Tartu Ülikool      | 87–81    | Kalev/Cramo                  | Pärnu Sports Hall               | Pärnu      | Vallo Allingu          |
| 2012–13   | 22 de diciembre de 2012  | Rakvere Tarvas     | 81–64    | TYCO Rapla                   | A. Le Coq Sport                 | Tartu      | Māris Ļaksa            |
| 2013–14   | 22 de diciembre de 2013  | Tartu Ülikool/Rock | 71–69    | Kalev/Cramo                  | University of Tartu Sports Hall | Tartu      | Augustas Pečiukevičius |
| 2014–15   | 21 de diciembre de 2014  | Tartu Ülikool/Rock | 84–66    | Rakvere Tarvas               | Rakvere Sports Hall             | Rakvere    | Janar Talts            |
| 2015–16   | 20 de diciembre de 2015  | Kalev/Cramo        | 73–55    | Tartu Ülikool/Rock           | Kuressaare Sports Hall          | Kuressaare | Rain Veideman          |
| 2016–17   | 18 de diciembre de 2016  | Kalev/Cramo        | 71–66    | Tartu Ülikool                | Pärnu Sports Hall               | Pärnu      | Demonte Harper         |
| 2020–21   | 20 de diciembre de 2020  | Kalev/Cramo        | 95–56    | Rakvere Tarvas               | Rakvere Sports Hall             | Rakvere    | Kregor Hermet          |
| 2021–22   | 19 de diciembre de 2021  | Tartu Ülikool      | 82–73    | Kalev/Cramo                  | University of Tartu Sports Hall | Tartu      | Märt Rosenthal         |
| 2022–23   | 17 de diciembre de 2022  | Kalev/Cramo        | 77–64    | Viimsi/Sportland             | Narva Sports Centre             | Narva      | Hugo Toom              |
| 2023-24   | 17 de febrero de 2024    | BC Kalev/Cramo     | 76–68    | Tartu Ülikool Maks & Moorits | Kuressaare Sports Center        | Kuressaare | Severi Kaukiainen      |
| 2024-25   | 15 de febrero de 2025    | BC Kalev/Cramo     | 93–86    | Tartu Ülikool Maks & Moorits | Nord Sports Hall                | Tallinn    | Severi Kaukiainen      |

## Títulos por equipo
| Equipo         | Campeonatos | Años |
| -------------- | ----------- | --- |
| Tartu Ülikool  | 17          | 1950, 1952, 1956, 1958, 1974, 1976, 1979, 2000, 2001 (2000–2001), 2002, 2004, 2009, 2010, 2011, 2013, 2014, 2022 |
| Kalev/Cramo    | 10          | 2005, 2006, 2007, 2008, 2015, 2016, 2020, 2022, 2023, 2024, 2025                                                 |
| Kalev          | 9           | 1946, 1948, 1968, 1969, 1972, 1992, 1993, 1996, 2001 (2001–2002)                                                 |
| TPI            | 7           | 1960, 1961, 1962, 1964, 1966, 1967, 1970                                                                         |
| EPA            | 4           | 1957, 1959, 1963, 1965                                                                                           |
| Standard       | 2           | 1980, 1981 |
| Harju KEK      | 2           | 1988, 1989 |
| Keskrajoon     | 1           | 1971 |
| EKE Projekt    | 1           | 1973 |
| Metallist      | 1           | 1982 |
| Nybit          | 1           | 1998 |
| Tallinn        | 1           | 1999 |
| TTÜ/A. Le Coq  | 1           | 2003 |
| Rakvere Tarvas | 1           | 2012 |